# Armida Senatra
Armida Senatra (Foligno, 1888-1973) was een Italiaanse violiste.
Ze kreeg haar muzikale opleiding van Romolo Jacobacci in Rome. Haar "claim to fame" was dat ze op dertienjarige leeftijd al werken van vioolvirtuoos Niccolò Paganini speelde. Tijdens een van die uitvoeringen was Joseph Joachim aanwezig en die vond haar bijzonder goed.
Senatra speelde over de gehele wereld met bijvoorbeeld concerten in:
- 1907 (7 februari): Oslo; Brødrene Hals concertzaal: ze speelde onder meer de Kreutzer Sonate van Ludwig van Beethoven en Habanera van Pablo de Sarasate; het publiek en recensent waren enthousiast; als begeleider trad op Johan Backer Lunde
- 1909 (12 februari): Oslo; Vrijmetselaarsloge: onder meer werken van Arcangelo Corelli en Paganini
- 1908 (17 maart): Kopenhagen
- 1912 (mei): Londen
- 1919: Concert in Societa del Quartetto in Milaan
- 1923: (10 januari): Leipzig met het Gewandhausorchester onder leiding van Wilhelm Furtwängler Concerto romantico van Riccardo Zandonai uit 1919; in de volgende jaren zou ze het werk vaker spelen.

Van Senatra is een aantal opnamen bewaard gebleven, waarbij ze niet alleen als violiste optrad maar ook als dirigente.